# Allan Pease
Allan Pease é um autor australiano conhecido internacionalmente como o Sr. Linguagem Corporal "desde que escreveu um livro sobre o tema que vendeu milhões de exemplares, tornando-se a bíblia da comunicação das empresas do mundo inteiro".
Sua esposa Barbara Pease, que é CEO da Pease Training International, uma empresa que produz vídeos, cursos de treinamento e seminários para empresas e órgãos governamentais, é a "escritora que mais vende na Austrália, tendo produzido – sozinha ou a quatro mãos com o marido, Allan –, best-sellers que venderam mais de 20 milhões de exemplares".

## Livros Publicados
Junto com sua esposa Barbara, Allan Pease escreveu os títulos seguintes:
- Por que os Homens Mentem e as Mulheres Choram?[1]
- Por que os Homens fazem sexo e as Mulheres fazem amor?[2]
- Porque que os Homens coçam a orelha e as mulheres mexem na aliança?
- Porque é que os Homens nunca ouvem nada e as mulheres não sabem ler mapas de estradas?
- Desvendando os Segredos da Linguagem Corporal
- Será que a Gente Combina?
- Como Conquistar as Pessoas
- Desvendando os Segredos da Atração Sexual
- A Linguagem Corporal do Amor

## Ver Também
- Linguagem corporal
- Comunicação não-verbal
- Comunicação verbal
- Psicologia
- Expressões faciais